# Hvorostiv, Liuboml
Hvorostiv (în ucraineană Хво́ростів) este localitatea de reședință a comunei Hvorostiv din raionul Liuboml, regiunea Volînia, Ucraina.

## Demografie
Componența lingvistică a localității Hvorostiv
     Ucraineană (99,66%)
     Alte limbi (0,34%)
Conform recensământului din 2001, majoritatea populației localității Hvorostiv era vorbitoare de ucraineană (99,66%), existând în minoritate și vorbitori de alte limbi.